# Liste des reptiles du Maroc
 (mai 2021).
La liste des reptiles du Maroc est une liste incomplète de reptiles qui peuvent être rencontrés au Maroc. Cette liste comprend à la fois des espèces endémiques et des espèces introduites.

## Crocodiliens

### Famille des Crocodylidae
| Espèce                                                | Nom commun                     | Photo |
| ----------------------------------------------------- | ------------------------------ | ----- |
| Crocodylus suchus - espèce désormais éteinte au Maroc | Crocodile d'Afrique de l'Ouest |       |

## Lézards

### Famille des Trogonophidae
| Espèce                | Nom commun                 | Nom commun \| Photo |
| --------------------- | -------------------------- | ------------------- |
| Trogonophis wiegmanni | Lézard vermiculé en damier |                     |

### Famille des Agamidae
| Espèce                             | Nom commun                                      | Photo |
| ---------------------------------- | ----------------------------------------------- | ----- |
| Agama bibronii                     | Agame de Bibron                                 |       |
| Trapelus mutabilis                 | Agame mutable                                   |       |
| Uromastyx acanthinura nigriventris | Lézard de Bell Mastigure Agame à queue épineuse |       |
| Uromastyx flavifasciata            | Banded dob Mastigure                            |       |
| Uromastyx dispar                   | Malien dob                                      |       |
| Uromastyx occidentalis             | Uromastyx occidental géant                      |       |

### Famille des Anguidae
| Espèce                    | Nom commun               | Photo |
| ------------------------- | ------------------------ | ----- |
| Ophisaurus koellikeri [e] | Lézard de verre marocain |       |

### Famille des Chamaeleonidae
| Espèce                          | Nom commun      | Photo |
| ------------------------------- | --------------- | ----- |
| Chamaeleo chamaeleon chamaeleon | Caméléon commun |       |

### Famille des Gekkonidae
| Espèce                           | Nom commun                            | Photo |
| -------------------------------- | ------------------------------------- | ----- |
| Tarentola mauritanica            | Gecko des murailles mauritanien       |       |
| Tarentola boehmei                | Gecko de Böhme                        |       |
| Tarentola deserti                | Gecko des murs du désert              |       |
| Tarentola annularis annularis    | Gecko des murs annulaire              |       |
| Tarentola ephippiata hoggarensis | Gecko hoggar                          |       |
| Tarentola chazaliae              | Gecko à casque                        |       |
| Hemidactylus turcicus            | Gecko turc                            |       |
| Hemidactylus brookii             | Gecko de Brook                        |       |
| Saurodactylus brosseti           | -                                     |       |
| Stenodactylus petrii             | Gecko à doigts courts d'Anderson      |       |
| Stenodactylus sthenodactylus     | Gecko à doigts courts de Lichtenstein |       |

### Famille des Lacertidae
| Espèce                        | Nom commun                          | Photo |
| ----------------------------- | ----------------------------------- | ----- |
| Timon tangitanus              | Lézard à œil d'Afrique du Nord      |       |
| Lacerta andreanskyi           | Lézard nain de l'Atlas              |       |
| Acanthodactylus boskianus     | Lézard à doigts frangés de Bosc     |       |
| Acanthodactylus erythrurus    | Lézard à pattes épineuses           |       |
| Acanthodactylus longipes      | Lézard à longues franges            |       |
| Scelarcis perspicillata       | Lézard des rochers du Maroc         |       |
| Podarcis hispanica vaucheri   | Lézard des murailles ibérique       |       |
| Psammodromus algirus          | Large Psammodromus                  |       |
| Psammodromus blanci           | Coureur des sables de Blanci        |       |
| Psammodromus microdactylus    | Psammodromus vert                   |       |
| Psammodromus hispanicus       | Psammodromus hispanique             |       |
| Ophisops occidentalis         | Lézard à œil de serpent de Mograbin |       |
| Mesalina guttulata            | Petit lézard tacheté                |       |
| Mesalina olivieri             | Petit lézard d'Olivier              |       |
| Mesalina pasteuri             | Petit lézard de Pasteur             |       |
| Quedenfeldtia trachyblepharus | Gecko diurne de l'Atlas             |       |

### Famille des Scincidae
| Espèce                 | Nom commun           | Photo |
| ---------------------- | -------------------- | ----- |
| Chalcides mauritanicus | Casque à deux doigts |       |
| Chalcides ocellatus    | Scinque ocellé       |       |
| Eumeces algeriensis    | Scinque d'Algérie    |       |

### Famille des Varanidae
| Espèce          | Nom commun         | Photo |
| --------------- | ------------------ | ----- |
| Varanus griseus | Moniteur du désert |       |

## Serpents

### Famille des Boidae
| Espèce               | Nom commun                | Photo |
| -------------------- | ------------------------- | ----- |
| Eryx jaculus jaculus | Boa des sables de Javelin |       |

### Famille des Colubridae
| Espèce                             | Nom commun                                                                                | Photo |
| ---------------------------------- | ----------------------------------------------------------------------------------------- | ----- |
| Coluber hippocrepis                | Couleuvre à fer à cheval                                                                  |       |
| Coronella girondica                | Coronelle girondine                                                                       |       |
| Dasypeltis sahelensis              | Serpent mangeur d’œufs                                                                    |       |
| Hemorrhois algirus intermedius     | Serpent fouetté algérien                                                                  |       |
| Lamprophis fuliginosus fuliginosus | Serpent domestique africain commun                                                        |       |
| Lytorhynchus diadema diadema       | Couleuvre de Diadème Couleuvre à nez de feuille commune Couleuvre à tête de chauve-souris |       |
| Macroprotodon cucullatus           | Couleuvre fausse lisse occidentale                                                        |       |
| Macroprotodon brevis               | Serpent à capuchon                                                                        |       |
| Malpolon insignitus                | Serpent de Montpellier oriental                                                           |       |
| Malpolon monspessulanus            | Couleuvre de Montpellier                                                                  |       |
| Natrix maura                       | Couleuvre vipérine                                                                        |       |
| Natrix natrix astreptophora        | Couleuvre astreptophore                                                                   |       |
| Psammophis schokari                | Couleuvre de Forsskal                                                                     |       |
| Scutophis moilensis                | Serpent de Moïla                                                                          |       |
| Spalerosophis diadema cliffordi    | Serpent à diadème de Clifford                                                             |       |
| Spalerosophis dolichospilus        | Serpent à diadème de Mograbin Serpent marqué long                                         |       |
| Telescopus tripolitanus            | Couleuvre d'Afrique du Nord                                                               |       |

### Famille Elapidae
| Espèce             | Nom commun     | Photo |
| ------------------ | -------------- | ----- |
| Naja haje legionis | Cobra égyptien |       |

### Famille des Leptotyphlopidae
| Espèce                    | Nom commun            | Photo |
| ------------------------- | --------------------- | ----- |
| Leptotyphlops algeriensis | Couleuvre à fil à bec |       |

### Famille des vipéridés
| Espèce                   | Nom commun            | Photo |
| ------------------------ | --------------------- | ----- |
| Bitis arietans           | Varicelle à trompe    |       |
| Cerastes cerastes        | Vipère à cornes       |       |
| Cerastes vipera          | Petit ceraste         |       |
| Echis leucogaster        | Échide à ventre blanc |       |
| Daboia mauritanica       | Vipère mauresque      |       |
| Vipera latastei gaditana | Vipère de Lataste     |       |
| Vipera monticola [e]     | Vipère des montagnes  |       |

## Tortues

### Famille des Cheloniidae
| Espèce                 | Nom commun       | Photo |
| ---------------------- | ---------------- | ----- |
| Caretta caretta        | Tortue caouanne  |       |
| Chelonia mydas         | Tortue verte     |       |
| Eretmochelys imbricata | Tortue imbriquée |       |
| Lepidochelys kempii    | Tortue de Kemp   |       |
| Lepidochelys olivacea  | Tortue Olivâtre  |       |

### Famille Dermochelyidae
| Espèce               | Nom commun           | Photo |
| -------------------- | -------------------- | ----- |
| Dermochelys coriacea | Tortue luth Leathery |       |

### Famille des Emydidae
| Espèce                        | Nom commun                 | Photo |
| ----------------------------- | -------------------------- | ----- |
| Emys orbicularis occidentalis | Cistude d'Europe           |       |
| Mauremys leprosa leprosa      | Terrapette d'Espagne       |       |
| Mauremys leprosa saharica     | Tortue de l'étang saharien |       |

### Famille des Testudinidae
| Espèce                     | Nom commun              | Photo |
| -------------------------- | ----------------------- | ----- |
| Testudo graeca graeca      | Tortue grecque          |       |
| Testudo graeca marokkensis | Tortue grecque du Maroc |       |
| Testudo graeca soussensis  | Tortue grecque de Souss |       |

## Lézards vermiculés

### Famille des Amphisbaenidae
| Espèce                | Nom commun               | Photo |
| --------------------- | ------------------------ | ----- |
| Blanus mettetali [e]  | Lézard des vers du Maroc |       |
| Blanus tingitanus [e] | Lézard tingitain         |       |

### Famille des Trogonophidae
| Espèce                          | Nom commun                          | Photo |
| ------------------------------- | ----------------------------------- | ----- |
| Trogonophis wiegmanni wiegmanni | Lézard vermiculaire à queue pointue |       |
| Trogonophis wiegmanni elegans   | Lézard à queue aiguë                |       |